# Excepcionalismo americano

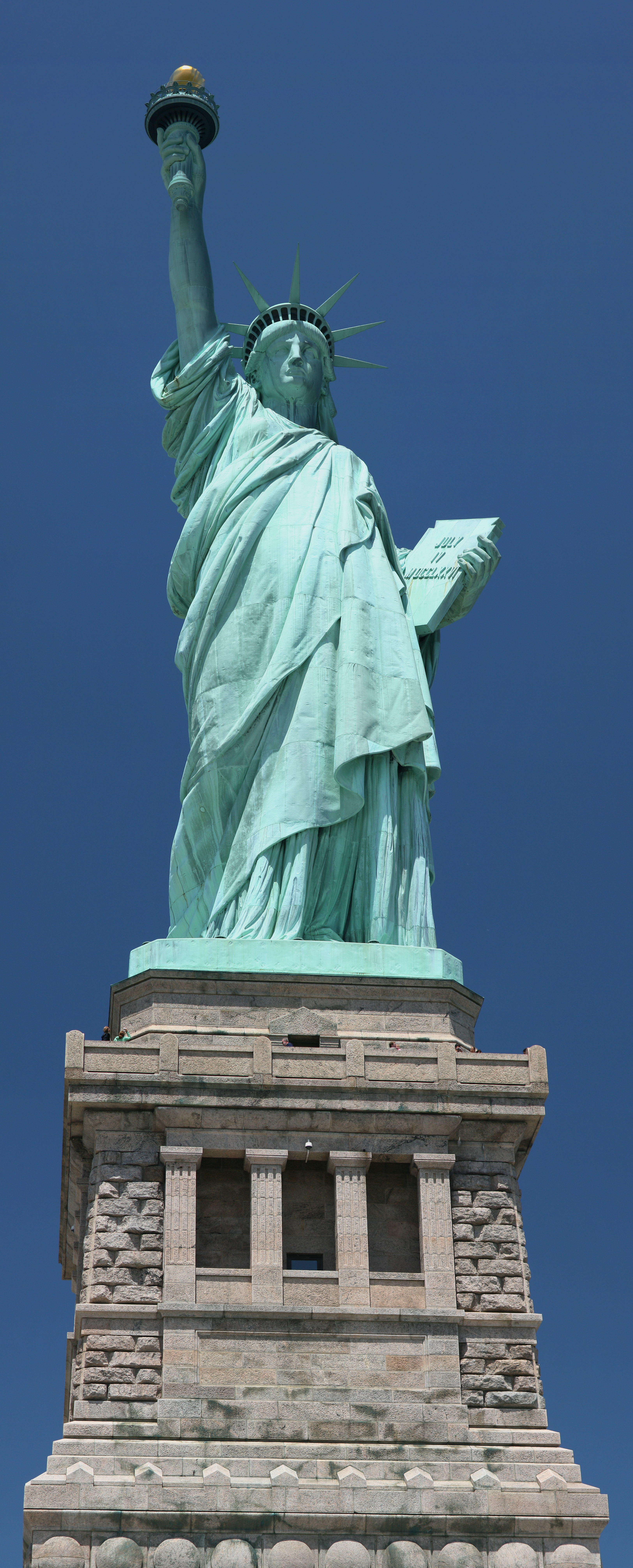
Acadêmicos afirmam que a Estátua da Liberdade "significa essa missão proselitista como a extensão natural do senso americano de ser uma nação excepcional".

A expressão excepcionalismo americano refere-se à  crença segundo a qual os Estados Unidos são um país qualitativamente diferente de outras nações. Constitui uma variante da doutrina do destino manifesto
e  está relacionado a duas outras crenças. A primeira é a de que a história dos Estados Unidos é essencialmente diferente da história de outras nações. Nessa linha, o excepcionalismo americano decorreria do fato de o país  ter surgido a partir de uma revolução (em 1776), tornando-se o que o cientista político Seymour Martin Lipset chamou "a primeira nova nação" e desenvolvendo uma ideologia exclusivamente americana, o "americanismo" -  baseada em liberdade, igualitarismo, individualismo, republicanismo, populismo e laissez-faire. A segunda é a de que os Estados Unidos têm a missão exclusiva de transformar o mundo. Em análise, desde que existem como povo, os americanos tem cultivado a crença de que o  destino marcou seu país como sendo diferente de todos os outros. Nas palavras de Abraham Lincoln, os  Estados Unidos são "quase uma nação eleita [por Deus]".
Estudiosos consideram que a crença excepcionalista seja um elemento central da identidade nacional  do povo dos Estados Unidos, uma parte  fundamental do seu sistema de crenças, contribuindo para o que Benedict Anderson chama comunidade imaginada, e, embora essa crença tenha sido abalada, sobreviveu ao trauma do Vietnã e continuou a influenciar a retórica e a política externa dos governos Ford, Carter, Reagan, Bush e Clinton. :1
No entanto, o tema do excepcionalismo ainda suscita controvérsias entre democratas e conservadores nos Estados Unidos. Embora o termo "excepcional" não implique necessariamente a ideia de superioridade, muitos escritores conservadores e neoconservadores têm promovido o uso da expressão "excepcionalismo americano" com este sentido. Para eles, os Estados Unidos seriam a "cidade edificada sobre uma colina", referida no Sermão da Montanha, e evocada pelo puritano John Winthrop, governador da  colônia de Massachusetts Bay, em sermão dirigido aos colonos britânicos a bordo do Arbella, em 1630, - ou seja, uma sociedade imune às forças históricas que levaram à corrupção de outras sociedades.

## Origem da expressão
A autoria da expressão é geralmente atribuída a Alexis de Tocqueville, que teria sido o primeiro observador consciente do fenômeno.  Todavia, nos anos recentes criou-se uma controvérsia quanto a essa atribuição, posto que teria sido fundada em uma frase de Tocqueville, na qual o autor afirma que o povo dos Estados Unidos - país que  se tornara  independente  pouco mais de 60 anos antes -  teria uma situação excepcional.  Segundo os críticos, deduziu-se uma natureza excepcional a partir da observação de uma situação excepcional (a recente emergência dos Estados Unidos como a  primeira democracia moderna), passando-se, diretamente, da excepcionalidade das circunstâncias, para uma espécie de excepcionalidade imanente ao país e seu povo. De fato, Tocqueville utiliza o termo "excepcional" para qualificar o contexto geográfico e histórico dos Estados Unidos mas nunca utiliza a expressão "excepcionalismo americano". Ainda segundo essa crítica, o argumento do excepcionalismo americano teria sido uma invenção, bastante usada nos anos da Guerra Fria, permanecendo após a dissolução da União Soviética.
Uma hipótese mais provável sobre a origem da expressão pode ser encontrada na década de 1920. Em 1929, o líder soviético Joseph Stalin ironizou Jay Lovestone e o Partido Comunista americano em razão de sua crença de que a América era uma exceção à concepção marxista da história "graças a seus recursos naturais, capacidade industrial e ausência de rígidas distinções de classe". Realmente a expressão American exceptionalism  aparece no debate sobre a luta de classes nos Estados Unidos, durante o período entreguerras, quando Jay Lovestone, diante da prosperidade americana dos anos 1920 (antes do crash da Bolsa de Nova York) defendia a tese de que existia uma exceção americana: que o capitalismo havia atingido um estado de equilíbrio, nos Estados Unidos, e o proletariado americano não estava interessado em revolução. Tendo em vista o fim da fase de estabilidade em  1927, Stalin zombou dessa tese, pedindo a Lovestone que parasse com aquela "heresia do excepcionalismo americano".
Mas o termo "excepcionalismo", aplicado ao  povo dos Estados Unidos, já aparecia bem antes disso. Em 1861, a palavra foi usada pelo jornal The Times de Londres, em referência direta aos EUA e à sua auto imagem.

## Difusão do uso
A expressão se tornou mais comum durante a Guerra Fria e passou a ser usada tanto por políticos de esquerda, como de direita. Em 1989, o cientista político escocês, Richard Rose, notou que a maioria dos historiadores americanos também acreditava na ideia do excepcionalismo. Ele afirmou que a "América marcha sob uma batida diferente. Sua singularidade deve-se a várias razões: história, tamanho, geografia, instituições políticas e cultura. Explicações do crescimento do governo na Europa não devem caber na experiência americana, e vice-versa".
Assim, a  ideia do caráter excepcional dos Estados Unidos e da missão do seu povo, que nasce com  John Winthrop, sofre significativas alterações ao longo de quatro séculos, tem sido usada para a justificar uma grande variedade de propósitos, notadamente de política externa - desde a expansão territorial e o idealismo de Woodrow Wilson até a cruzada global contra o  "Império do Mal" e a estratégia preemptiva, além de servir  como justificativa política para punir oponentes.
Atualmente, a ideia é frequentemente empregado por políticos (tanto republicanos, como democratas). Embora seja evocada com mais frequência por conservadores, o próprio presidente Obama, recentemente, referiu-se à crença do excepcionalismo dos EUA e seu povo durante um discurso sobre a Guerra Civil Síria, dizendo que "com esforço e risco modestos,  podemos impedir que crianças sejam mortas com gás e, assim, nossas próprias crianças ficariam mais seguras, e eu acredito que devemos agir... É isso o que faz a América diferente. É isso que nos torna excepcionais".

## Críticas
Acadêmicos contemporâneos rejeitam a ideia de excepcionalismo americano, argumentando que a história dos Estados Unidos não difere da europeia. Em ambos os casos, o desenvolvimento social baseia-se na mesma ideia de desigualdade de classes e raças, além da  noção de imperialismo e da disposição para fazer a guerra. Ainda segundo esses acadêmicos, quase todas as nações tem alguma ideia do próprio "excepcionalismo".
Líderes mundiais também criticam tal ideologia. Em uma entrevista para o canal russo RT, em 4 de outubro de 2013, o presidente do Equador, Rafael Correa, criticou as políticas do então líder dos Estados Unidos, Barack Obama, e comparou a noção de excepcionalismo estadunidense à Alemanha Nazista, dizendo:
"Isso não lembra muito a retórica nazista antes e durante a Segunda Guerra Mundial? Eles se consideravam a raça escolhida, a raça superior, etc. Essas ideias e palavras são muito perigosas". O presidente russo, Vladimir Putin, reagindo à fala de Obama, também se manifestou, em setembro de 2013, numa entrevista ao New York Times, dizendo que "é muito perigoso estimular as pessoas a se verem como excepcionais, seja qual for o motivo". Segundo Putin, "somos todos diferentes, mas quando pedimos as bençãos do Senhor, não devemos esquecer que Deus nos criou iguais".